# 愛麗絲的店
愛麗絲的店（英語：Alice's Shop）位於英國牛津阿爾達特街83號，它的隔壁是阿爾達特街82號，一棟曾在17世紀時被改建過的15世紀建築物。它現在是一個販賣和愛麗絲有關紀念品的禮品店；附近即是牛津大學基督堂學院。
愛麗絲的店是一家歷史悠久的商店，在維多利亞時代它主要販賣糖果；牛津大學基督堂學院院長亨利·李道爾博士的女兒愛麗絲·李道爾為購買糖果而時常光顧該店，這為路易斯·卡羅的奇幻小說《愛麗絲夢遊仙境》提供了靈感:36。
現在阿爾達特街82號和83號皆被列為英國的二級建築物。

## 老綿羊商店

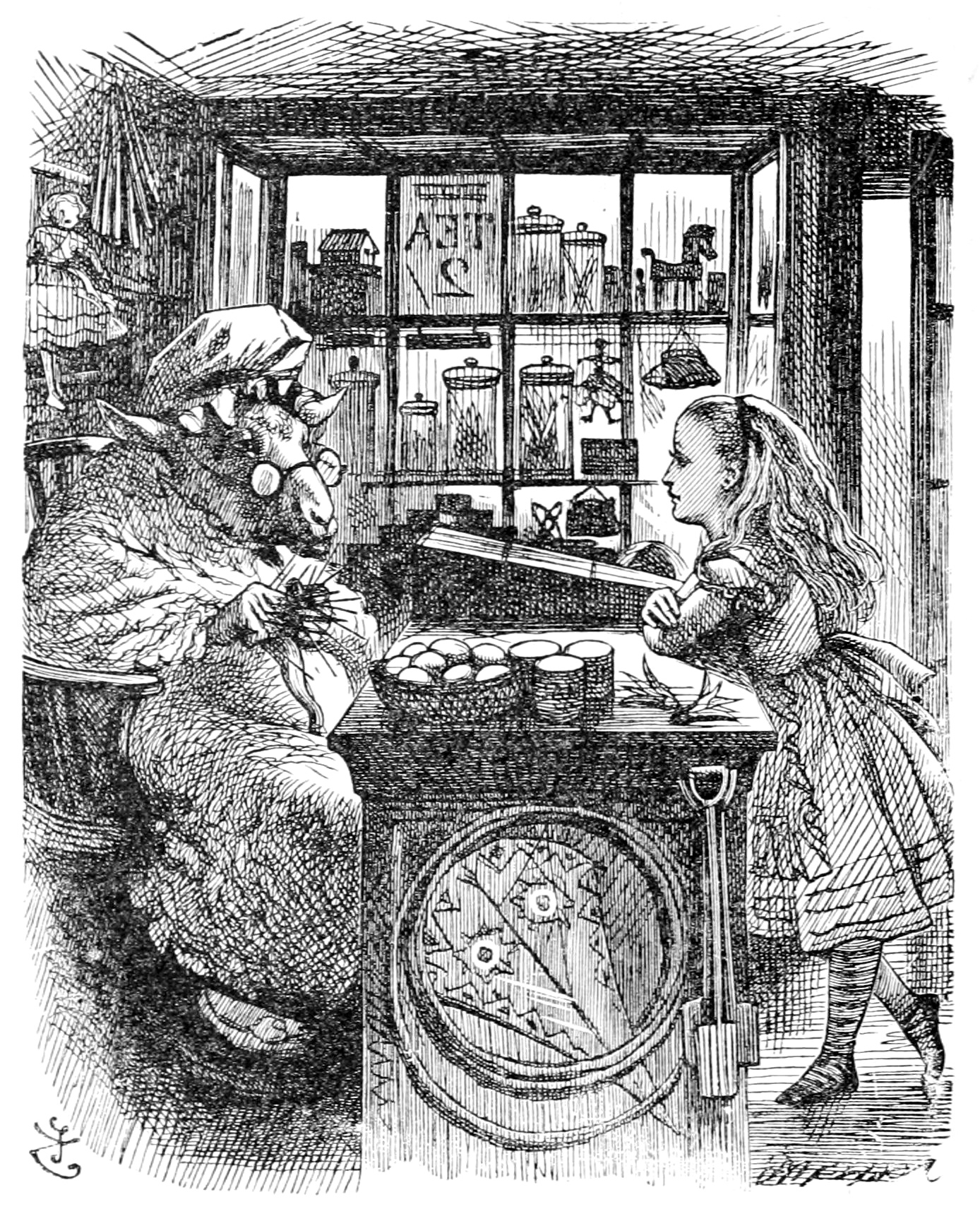
約翰·坦尼爾的老綿羊商店插圖。商店內部其實就是當年愛麗絲的店內部的鏡中影像。

在路易斯·卡羅1871年的小說《愛麗絲鏡中奇遇》第五章〈羊毛和水〉裡，將這家店鋪改寫為一隻老綿羊開設的商店，在其中一張約翰·坦尼爾的原創插畫裡可以見到商店的內部。而愛麗絲的店當時的店主，一位聲音沙啞的老太太很可能就是老綿羊這個角色的原型。
在小說裡描述，這家商店充滿了各種奇特的事物，每當愛麗絲試圖將注意力集中在某貨架的特定物品上時，它就會改變形狀並轉移到另一個貨架上。甚至商店還一度忽然消失且變成一條小溪，愛麗絲跟綿羊身在一艘小船上，編織針變成了船槳。最後在商店裡時，愛麗絲向綿羊買下一顆雞蛋，而後雞蛋迅速變大成為矮胖子。

本章結尾，愛麗絲要離開商店時說：
好吧，這是我所見過最古怪的商店！

## 外部連結
- 愛麗絲的店官網 （页面存档备份，存于）（英文）

51°44′56″N 1°15′24″W / 51.7489°N 1.2568°W